# Commitheca
Commitheca é um género botânico pertencente à família Rubiaceae.

## Espécies
- Commitheca latestuana
- Commitheca liebrechtsiana